# Фоса (притока Небелиці)
Фоса — річка в Україні, в Брусилівському районі Житомирської області. Права притока Небелиці (басейн Дніпра).

## Опис
Довжина річки 15 км. Площа басейну 46,2 км².

## Розташування
Бере початок на північному заході від Осівців. Тече переважно на північний схід через Йосипівку, Ставище і на півдні від села Небелиці впадає у річку Небелицю, ліву притоку Здвижу.
Річку перетинає автомобільна дорога Т 0611.